# Accords de Matignon (1988)
Pour les articles homonymes, voir Accords de Matignon.

Affiche commémorant le 25e anniversaire de la poignée de main de 1988 entre Jacques Lafleur et Jean-Marie Tjibaou - qui ont ouvert la voie à la signature des accords de Matignon - sur la façade de l'Hôtel de la Province Sud à Nouméa en 2013.

Les accords de Matignon sont des accords conclus à l'hôtel de Matignon à Paris le 26 juin 1988 par une délégation indépendantiste menée par Jean-Marie Tjibaou et une délégation anti-indépendantiste dirigée par le député Jacques Lafleur, sous l'égide du gouvernement français de Michel Rocard, à la suite du conflit opposant les loyalistes (favorables au maintien de la Nouvelle-Calédonie dans la République) et les indépendantistes. Ils ont été obtenus grâce aux efforts de dialogue et compromis menés par Christian Blanc alors chargé de la mission par le gouvernement Rocard.

## Présentation
Les accords prévoient une période de développement de dix ans, avec des garanties économiques et institutionnelles pour la communauté kanak, et la possibilité pour les Néo-Calédoniens de se prononcer sur leur indépendance. Les accords sont complétés le 20 août 1988 par les accords d'Oudinot, ainsi nommés puisque signés au siège du ministère des Départements et Territoires d'outre-mer, l'hôtel de Montmorin situé rue Oudinot à Paris, qui voient l'approbation par les deux formations signataires du projet de loi portant dispositions statutaires et préparatoires à l'autodétermination de la Nouvelle-Calédonie en 1998. Ces textes, qui ont permis le rétablissement de la paix civile et fixé le cadre du statut transitoire de la Nouvelle-Calédonie jusqu'en 1998, sont généralement désignés conjointement en tant qu’accords de Matignon-Oudinot.
Ces accords amnistient par la même occasion la prise d'otages d'Ouvéa, interdisant tout procès sur la mort de 4 gendarmes et de 19 indépendantistes kanaks.
Les accords de Matignon ont été approuvés par les Français par le référendum du 6 novembre 1988. La question posée était : « Approuvez-vous le projet de loi soumis au peuple français par le Président de la République et portant dispositions statutaires et préparatoires à l'autodétermination de la Nouvelle-Calédonie en 1998 ? » . La mesure fut approuvée à 80 % des suffrages exprimés. La participation fut faible (37 %). Les blancs et nuls représentèrent 12 % des votes.
Un second accord (accord de Nouméa) a été signé le 5 mai 1998 sous l'égide de Lionel Jospin : il repousse l'autodétermination jusqu'à une période située entre 2014 et 2018 et prévoit un transfert progressif jusqu'en 2014 de compétences dans tous les domaines sauf la défense, la sécurité intérieure, la justice et la monnaie, qui restent des compétences de la République française (en matière de politique étrangère, il est prévu d'associer la Nouvelle-Calédonie aux actions de coopérations régionales). Lors de la consultation des populations de la Nouvelle-Calédonie, le dimanche 8 novembre 1998, l'accord de Nouméa a été approuvé à 72 % des suffrages exprimés (taux de participation : 74 % ; blancs et nuls < à 3 %).